# Gare de Mykolaïv
La gare de Mykolaïv (ukrainien : Mykolaïv (станція)) est une gare ferroviaire située dans la ville de Mykolaïv en Ukraine.

## Histoire
La gare est ouverte en 1908.